# Frappes américaines sur les sites nucléaires iraniens
Pour un article plus général, voir Guerre Israël-Iran.
Pendant la guerre Israël-Iran
| \| Fordo Natanz Ispahan \| Localisation des lieux touchés par l'attaque américaine. |
| Fordo Natanz Ispahan                                                                |

Les frappes américaines sur les sites nucléaires iraniens sont une attaque coordonnée, lors d'une opération nommée Marteau de minuit (anglais : Operation Midnight Hammer), contre plusieurs sites nucléaires iraniens durant la nuit du 21 au 22 juin 2025, au cours de la guerre Israël-Iran. Les frappes visent notamment l'usine d'enrichissement d'uranium de Fordo, le site nucléaire de Natanz, ainsi que le centre de technologie et de recherche nucléaire d'Ispahan. Ces cibles font partie des installations nucléaires les plus sensibles et stratégiques de l’Iran.

## Contexte

### Capacités nucléaires de l'Iran
Donald Trump soutient constamment que l'Iran ne doit pas être autorisé à acquérir des armes nucléaires, et ce depuis au moins 2011. L'Iran a signé le Traité sur la non-prolifération des armes nucléaires (TNP) en 1970, mais le statut de son programme nucléaire fait l'objet d'un long différent, et sa non-conformité au TNP vaut au pays des sanctions économiques prolongées. Cette situation est renégociée en 2015 dans le cadre de l'Accord de Vienne sur le nucléaire iranien (ou Plan d'action global commun, PAGC), qui lève certaines sanctions. Durant la première présidence de Trump, en 2018, les États-Unis se retirent du PAGC et rétablissent les sanctions contre l'Iran, ce qui est perçu de façon généralement négative au niveau international, en particulier dans l'Union européenne. L'un des principaux sites nucléaires iraniens est l'usine d'enrichissement souterraine de Fordo, que l'on estime établie à 80 ou 90 mètres de profondeur. C'est en raison de cette caractéristique que les responsables militaires américains proposent de détruire Fordo à l'aide de bombes GBU-57A/B MOP ou « bunker busters », qui ne peuvent être transportées que par les bombardiers B-52 ou B-2. Les États-Unis sont la seule nation à posséder ces moyens de bombardement. Un long débat a lieu[Quand ?] sur la capacité réelle de ces bombes à détruire Fordo,.
Le 4 février 2025, le Premier ministre israélien Benyamin Netanyahou se rend à Washington D.C. et aurait informé Trump que l'Iran envisage de l'assassiner. Netanyahou expose en détail comment l'Iran augmente son stock d'uranium et fait progresser sa technologie de centrifugation, ce qui, selon lui, montre que le pays se rapproche du seuil nucléaire militaire. Les agences de renseignement américaines ne sont pas convaincues que ce soit réellement le cas. Toutefois, le 31 mai 2025, l'Agence internationale de l'énergie atomique signale que l'Iran augmente fortement son stock d'uranium enrichi à 60 % de pureté, juste en dessous de la qualité militaire. Ce stock représente plus de 408 kilogrammes, soit une augmentation de près de 50 % depuis février. L'Agence prévient que cette quantité est suffisante pour fabriquer plusieurs armes nucléaires sous réserve de la poursuite de l'enrichissement.
Plusieurs conseillers de Trump, dont Steve Bannon et la directrice du renseignement national Tulsi Gabbard, mettent en garde contre une guerre avec l'Iran et affirment que la communauté du renseignement ne considère pas que l'Iran soit en train de construire une arme nucléaire. Mais Trump affirme que Gabbard a tort et déclare qu'il « ne se soucie pas de ce qu'elle dit ». Celle-ci change alors de position et annonce que l'Iran pourrait obtenir une arme nucléaire « en quelques mois ». Trump dit également en réponse à ces commentaires : « ma communauté du renseignement a tort ».

### Implication israélienne
Israël, qui n'a pas signé le TNP mais dont la communauté internationale n'ignore pas qu'il possède des armes nucléaires, considère constamment que l'acquisition de telles armes par des puissances régionales est une menace existentielle. Il entreprend à plusieurs reprises des actions secrètes ou non pour contrer cette éventualité, et est probablement impliqué dans l'assassinat de plusieurs scientifiques iraniens,. Le conflit entre Israël et l'Iran s'intensifie depuis l'attaque du Hamas du 7 octobre 2023, car celui-ci est soutenu militairement et financièrement par l'Iran. Historiquement, les États-Unis soutiennent Israël au Moyen-Orient, financent notamment son armée et entretiennent avec lui d'étroites relations militaires. Vox note que l'objectif d'Israël semble ne pas être simplement d'empêcher l'Iran d'obtenir l'arme nucléaire, mais surtout de détruire le régime islamique du pays, et que c'est à cela que Trump accorde désormais le soutien des États-Unis, dans un spectaculaire revirement, après la froideur qui prévalait dans les relations entre lui et Netanyahou quelques mois plus tôt.

### Résolutions du Congrès
Dans la semaine précédant les bombardements, le sénateur Tim Kaine (D-VA) présente une résolution au Sénat pour empêcher que Trump n'utilise l'armée américaine contre l'Iran sans une autorisation explicite du Congrès, par le biais d'une déclaration de guerre ou d'une autorisation d'emploi de la force militaire. Les représentants Thomas Massie (R-KY) et Ro Khanna (D-CA) introduisent une résolution parallèle à la Chambre des représentants. La résolution de la Chambre a plusieurs dizaines de soutiens démocrates.

### Sondages d'opinion
De nombreux politiciens et commentateurs de droite aux États-Unis, dont Rand Paul et Tucker Carlson, critiquent le soutien de Trump aux frappes israéliennes contre l'Iran, et l'implication possible des États-Unis dans la guerre. Selon un sondage de juin 2025 auprès des électeurs de Trump, 53 % de ceux-ci pensent que les États-Unis ne devraient pas s'impliquer dans le conflit Iran-Israël. Un autre sondage de juin 2025 réalisé par The Washington Post révèle que 45 % des personnes interrogées s'opposent à ce que l'armée américaine lance des frappes aériennes contre l'Iran ; 30 % sont incertaines et 25 % soutiennent une réponse militaire.

### Préparation
Dans les semaines précédant le 22 juin, les États-Unis évacuent leurs citoyens, émettent des avertissements aux voyageurs et retirent le personnel non essentiel de leurs ambassades. Le 16 juin, la presse annonce que les États-Unis déplacent des forces vers l'est au-dessus de l'océan Atlantique, dont au moins 31 Avions ravitailleurs vers l'Europe ; un nombre inhabituellement élevé. Le 16 juin également, des installations iraniennes interfèrent avec le système de positionnement des navires, ce qui perturbe la navigation marchande dans le détroit d'Ormuz.
Les 16 et 17 juin, Trump fait plusieurs publications laissant entendre que quelque chose de « beaucoup plus grand » qu'un accord de paix est à venir. Le 17 juin, Trump appelle l'Iran à se rendre sans condition. Durant cette période, le secrétaire d'État américain Marco Rubio déclare aux alliés des États-Unis que Washington préférerait une solution diplomatique, et Trump envoie des responsables américains à Téhéran pour soutenir un accord nucléaire. Le 19 juin, Trump publie une déclaration par l'intermédiaire de la porte-parole de la Maison-Blanche Karoline Leavitt : « Étant donné qu'il y a une chance substantielle de négociations qui pourraient ou non avoir lieu avec l'Iran dans un proche avenir, je prendrai ma décision d'intervenir ou non dans les deux prochaines semaines ». Selon diverses sources, le même jour, lors d'un échange téléphonique, des responsables israéliens dont Netanyahou, Israël Katz et Eyal Zamir, déclarent à l'administration Trump qu'ils ne peuvent pas attendre deux semaines ; ils pensent que la conjoncture favorable ne durera pas si longtemps. Les États-Unis sont la seule nation qui dispose de bombes bunker busters capables d'atteindre le site souterrain d'enrichissement de Fordo. Au cours de cet échange téléphonique J. D. Vance fait état de ses préoccupations quant à l'implication directe des États-Unis et au risque d'être entraîné dans une guerre ; Pete Hegseth est également présent lors de l'appel. Selon le The Jerusalem Post, il faut alors encore une semaine à Netanyahou et Ron Dermer pour convaincre Trump de bombarder l'Iran, Trump et Netanyahou se parlant presque quotidiennement. Selon les sources, Trump et de hauts responsables américains sont impressionnés par les réalisations d'Israël. Trump ne prévoit que de bombarder Fordo, mais Netanyahou et Dermer le convainquent d'attaquer également les autres sites.
Dans les jours précédant l'attaque, l'Iran augmente ses exportations de pétrole, craignant une attaque américaine sur ses installations pétrolières. L'Iran affirme que le matériel nucléaire est déjà évacué de Fordo et Natanz.
Le 21 juin, les États-Unis déploient des bombardiers furtifs B-2 à Guam. Les bases américaines au Moyen-Orient entrent en état d'alerte maximale et améliorent leur défense antiaérienne, alors que l'Iran menace de frapper tout pays aidant Israël. La plupart des avions militaires américains stationnés à la base militaire d'Al-Udeid au Qatar ne sont plus visibles le 19 juin, ce qui suggère qu'ils ont été évacués en cas de représailles iraniennes. Les Houthis déclarent également qu'ils sont prêts à combattre. En réponse, les États-Unis annoncent une riposte dévastatrice si les intérêts américains sont menacés.
ABC News rapporte que les armées américaine et israélienne ont mené une répétition d'une attaque contre l'Iran lors d'un exercice d'entraînement à la mi-2024, sous l'administration Biden[source insuffisante],.
Selon Axios les principaux membres démocrates des commissions du renseignement du Sénat et de la Chambre n'ont pas été informés de l'attaque, contrairement à leurs homologues républicains.

## Opération
Sept bombardiers furtifs B-2 Spirit du 509th Bomb Wing larguent quatorze bombes pénétrantes GBU-57A/B de 13 tonnes —  douze bombes sur l'usine de Fordo et deux sur celle de Natanz — tandis qu'un sous-marin américain, probablement le USS Georgia (SSGN-729), tire une trentaine de missiles de croisière Tomahawk,. Ces cibles font partie des installations nucléaires les plus sensibles et stratégiques de l’Iran.

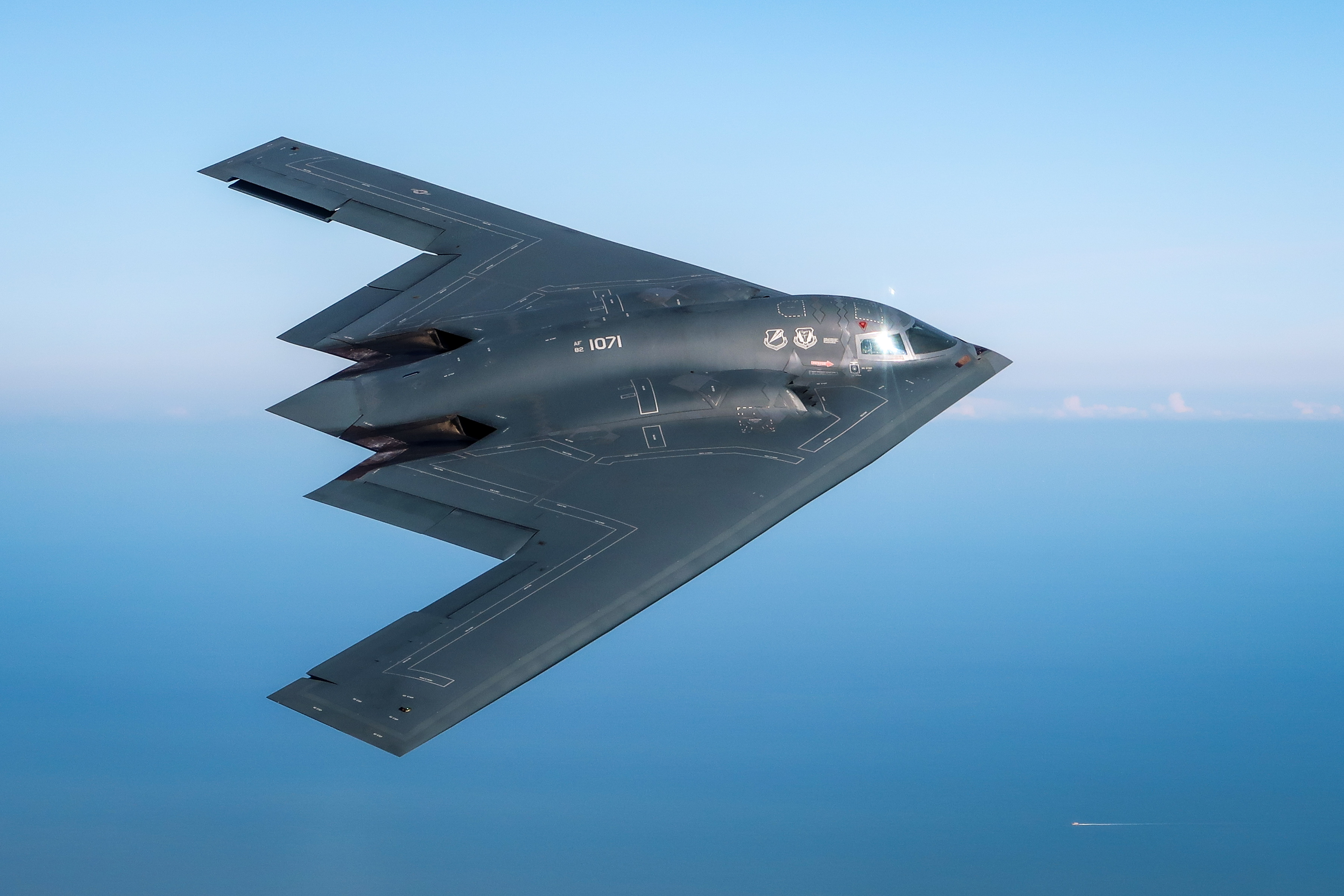
Northrop B-2 Spirit, appareil principal de l’opération

Des avions de combat, appartenant probablement aux groupes aéronavals des USS Nimitz (CVN-68) et USS Carl Vinson (CVN-70) de l'US Navy, et de l'USAF basés à terre, ont précédé la formation de bombardiers pour éliminer les défenses antiaériennes de l'ennemi (Suppression of Enemy Air Defences (en)) et ont tiré des munitions guidées.
Le département de la Défense des États-Unis déclare que plus de 125 avions au total, dont sept bombardiers furtifs B-2, des avions de combat de « quatrième et cinquième génération » et des avions ravitailleurs KC-135 et KC-46A, et un total d'environ 75 armes de précision guidées ont été employés pour ces opérations.
Selon le Croissant-Rouge iranien, ces bombardements n'ont pas fait de victimes.

## Évaluation des dommages
En date du 25 juin 2025, un porte-parole du ministère iranien des affaires étrangères déclare que les installations nucléaires ont été considérablement endommagées, propos confirmés le lendemain par le ministre des affaires étrangères Abbas Araghchi en contradiction avec ceux tenus par le guide suprême iranien Ali Khamenei, qui a relativisé l’impact des frappes. L'administration des États-Unis pourrait mettre encore plusieurs jours, voire plusieurs semaines, à évaluer l’ampleur réelle des dégâts. La collecte d’informations, souvent par voie aérienne, opacité du régime iranien oblige, laisse une marge d’erreur.

### À Fordo
Fordo a été frappé par douze GBU-57 visant les six trappes de ventilation de l'installation souterraine, les bombes américaines ont dû parvenir à faire d’importants dégâts étant donné la nature extrêmement sensible aux vibrations des centrifugeuses. L'AIEA ne sait pas dans quelle mesure les centrifugeuses ont été affectées. Les images satellites suggèrent que les entrées de plusieurs tunnels ont été condamnées.
Les premières évaluations militaires américaines et israéliennes contrastent avec les déclarations du président américain Donald Trump selon qui les installations nucléaires iraniennes auraient été « complètement et totalement oblitérées ». Selon des responsables israéliens et américains, le site fortifié de Fordo a subi des dommages graves mais n'est pas entièrement détruit, malgré l'utilisation de bombes bunker buster de 13 tonnes. Des images satellites de Maxar Technologies et Planet Labs montrent des dégâts et des points d'impact probables, tandis qu'une analyse de l'organisme britannique Open Source Centre suggère que l'Iran avait anticipé l'attaque en évacuant une partie du matériel du site. Un ancien responsable du Pentagone estime que l'opération pourrait retarder le programme nucléaire iranien de deux à cinq ans.

### À Natanz
Natanz a été frappé par deux GBU-57. Des dégâts sont visibles à la surface, ainsi que des cratères qui laissent penser que les infrastructures souterraines ont été affectées.

### À Ispahan
Le Centre de technologie et de recherche nucléaire d'Ispahan a été la cible de missiles de croisière Tomahawks, et d'au moins deux bombardements aériens israéliens avant la frappe américaine. De nombreux bâtiments en surface sont endommagés ou détruits. Mais les tunnels à l'écart où étaient stockés 400 kg d’uranium enrichi à quasi 60 % n'ont, selon l'expert en prolifération nucléaire, Jeffrey Lewis (en), pas a priori été visés par ces frappes.

## Réactions internationales

### Réaction des parties prenantes
À la suite des frappes, le diplomate iranien Abbas Araghtchi déclare que « les événements […] sont scandaleux et auront des conséquences éternelles », et dénonce un comportement « extrêmement dangereux, anarchique et criminel ». Il écrit aussi sur X que « l'Iran se réserve toutes les options pour défendre sa souveraineté, ses intérêts et son peuple ». L'Organisation de l'énergie atomique d'Iran dénonce quant à elle « un acte barbare qui viole le droit international » et assure que « malgré les complots maléfiques de ses ennemis », l'Iran « ne laissera pas le chemin du développement » de son industrie nucléaire « être arrêté ».
Dans le camp américain, Donald Trump, accompagné de J. D. Vance, Marco Rubio et Pete Hegseth lors d'une brève allocution télévisée, qualifie l'opération de « très réussie » et assure que les trois sites visés ont été « totalement détruits ».

### Réactions internationales
- Canada : Mark Carney, le premier ministre canadien, appelle à la « désescalade »[55].
- Chine : le ministère des Affaires étrangères « condamne fermement » les actions américaines, affirmant qu'elles « conduisent à une escalade des tensions au Moyen-Orient »[56].
- France : le ministère de l'Europe et des Affaires étrangères annonce être « préoccupé » par les frappes américaines[57].
- Israël : Benyamin Netanyahou, le Premier ministre d'Israël, remercie Donald Trump d’aider à « la paix par la force », voyant le Moyen-Orient à un « tournant historique »[58].
- ONU : António Guterres, le secrétaire général des Nations unies, affirme être « gravement alarmé » par les bombardements qu'il qualifie de « dangereuse escalade »[59].
- Russie : Moscou condamne fermement les frappes américaines et estime que ces bombardements sont « irresponsables »[60].
- Slovaquie : la Slovaquie est le seul pays membre de l'Union européenne à avoir condamné les frappes américaines[61].
- Ukraine : Les frappes américaines et israéliennes sont justifiées et envoient un signal clair[62].